# Emil Kosa Jr.
Emil Kosa Jr. (Paris, 28 de novembro de 1903 — Los Angeles, 4 de novembro de 1968) é um especialista em efeitos visuais franco-estadunidense. Venceu o Oscar de melhores efeitos visuais na edição de 1964 por Cleopatra.